# Шокци
Шокци су јужнословенска етничка група која претежно живи у северним деловима Србије, односно у аутономној покрајини Војводини, источним деловима Хрватске, првенствено у источној Славонији, као и у појединим областима у Мађарској. Претежно су католичке вероисповести. Током 18. и 19. века, чинили су већину међу римокатоличким становништвом у источној Славонији, која је по њима називана Шокадија. Касније су потпали под утицај хрватизације, тако да се велика већина славонских Шокаца данас изјашњава у смислу припадности хрватској нацији, уз свођење шокачког идентитета на степен регионалног обележја. Мањи део Шокаца, првенствено у Бачкој, задржао је свест о својој етничкој посебности у односу на Хрвате и Србе.
Данас су значајније скупине етничких Шокаца присутне у неколико бачких насеља, међу којима су: Бачки Брег, Бачки Моноштор, Сомбор и Сонта у Србији, као и Сантово (мађ. Hercegszántó) у Мађарској. У источној Славонији и јужној Барањи такође постоје скупине шокачког становништва, које је препознатљиво по употреби икавског изговора и источнославонског дијалекта. У Мађарској већином живе у северној Барањи, у околини Мохача и Печуја, као и у мађарсом делу Бачке у Сантову. У Србији их има 1.864, док их је на простору Војводине у 19. веку било више од 20.000. Према попису становништва из 2002. године у Србији је живело 717 етничких Шокаца, од тог броја у Војводини 679 припадника, док је остатак пописан у централној Србији. Према попису становништва из 2011. године у Србији је живело 607 етничких Шокаца.
На попису становништва из 2022. године у Србији је живело 302 етничких Шокаца 49.75% мање него 2011. године.

## Име
О имену Шокац (Шокци) може се рећи да је најприхватљивија и најреалнија теорија да су га наследили по ранијем племену Сукци (Succi) који су Шокцима и претходили, сами Сукци добили су га топографски, по локацији (планина Succus).
Стари Склавини донели су са собом ово име и дали га подручју уз леву обалу Саве. Матија П. Катанчић сматра да су Шокци илирско-панонског порекла чије се име доводи у везу с планином Succus, а тиме и племеном Сукци. Доласком Турака у подручје Босне и Јадранске обале у овим крајевима појављује се ново становништво које се не може сматрати Шокцима али су се касније вероватно помешали.
Верује се још да је назив добијен од речи шака, пошто су се Шокци крстили на католички начин „целом шаком”.

## Обичаји Шокаца
Шокци су становништво насељено по плодним панонским равницама које се прилагодило овоме подручју и развило завидну пољопривреду. Разне житарице, кукуруз и друго главне су културе. Поља су им веома велика и добро одржавана, засејана претежно кукурузом. Села су дуга, с једном главном улицом (шор) уз које се нижу породичне куће са привредним зградама, а унутар њих се налази пространа авлија (двориште) са неизоставним бунаром на точак.
Уз обе стране улице пружају се канали преко којих се мањим насипом долази до куће. Шокци уживају у свињским специјалитетима као што су шунка, кулен, и сланина. Шљива и производња шљивове ракије такође заузима знаменито место.
Тамбура најпознатији музички инструмент Шокаца, састоји се од три дела, трупа, врата и главе. Труп је направљен од танке даске јавора, тополовине или шљиве, данас од смреке или јеле. Врат је дуг, а читав инструмент има четири до шест жица. У прошлости су шокачке песме и плесове пратиле гајде. Сватовским обичајима Шокци посвећују посебну пажњу (шокачки сватови често имају и по 300 до 500 званица), они се увек одвијају уз дефиле коњских запрега и повећу количину ракије.
Шокачка народна ношња (рубина) израђује се од ланеног ткања, а састоји се од оплећка и крила, има функцију блузе. Она се код жена јавља лети, док би по зими носиле и вунену сукњу са обојком. И мушка и женска шокачка ношња израђује се од белог платна украшеног шљокицама, на рубовима блуза, кошуља и гаћа (мушке панталоне) извезене су чипком.

## Идентитет
Према првом угарском статистичком попису, из 1840. године, у Хрватској и Славонији је живело укупно 1.605.730 становника, а од тога 777.880 Хрвата, 297.747 Шокаца и 504.179 Срба. Из њега се види да у Пожешкој и Вировитичкој жупанији није било ниједног Хрвата. Ту су живели само Срби и Шокци, као и у сремском делу Војне крајине. За Србина у Срему и Славонији, све до данашњег времена, који би се покатоличио уобичајено је говорено да се пошокчио. У Угарској Срби именом Шокац зову католике, а који су по свему другом као Срби. За Србе је израз Шокац био подругљив назив за католика који говори икавицом. Крајем 19. века Шокац је био народни назив за католика. Назив „Шокци” је означавао оне који кренули да се одрођавају, губећи српски идентитет променивши најпре веру. Шокци су називани и „Кршћани”, зато што су се поново крстили, сада у католичкој цркви. Један посматрач из Србије примећује у другој половини 19. века да у Банату: „банатски Шокци и Хрвати листом се мађаре и немче”.
Чињеница је да су сви етнографи и аустријски и мађарски сматрали Буњевце и Шокце католичким Србима. Посебно то важи за бечке етнографе Чернига и Фикера, мађарске Хунфалвија, Калетија и Шикера. Најпризнатији њихов етнограф Хунфалви каже да је око 1870. било у целој Угарској (са Хрватском и Славонијом) Србо-Хрвата 2.405.700 од чега је 942.923 грчко-источних и око 70.000 католичких Срба (Шокаца и Буњеваца), дакле укупно 1.012.923.
Један од најауторитативнијих немачких етнографа 19. века, Лорен Дифанбах, у својој књизи „Етнографија Балкана”, објављеној у Дармштату 1880. године, недвосмислено тврди да у Угарској живи око 200.000 Буњеваца и 50.000 Шокаца, оба племена говоре српски. Чешки етнограф Лубор Нидерле 1911. пише у својој књизи „Словенска раса” на француском језику: 
Има бројних католика који се сматрају Србима и које Срби сматрају својима. То су нпр. католици Дубровника и Боке Которске; или Шокци, Буњевци и Крашовани Мађарске.

Немачки публициста Албрехт Вирт у књизи „Балкан” из 1914. године каже да се у Мађарској католички Срби називају Буњевци и Шокци. Немачки етнограф Хуго Бернациг 1954. године у својој књизи „Етнографија” објавио је велику фотографију с потписом: 
Шокци и Шокице у свечаној ношњи. То су католички Срби, који обитавају делове Бачке и Баната.
Никада ниједан страни аутор од науке или струке нигде није написао да су Буњевци или Шокци Хрвати.

## Антун Радић о Шокцима
Хрватски етнограф Антун Радић је у својим новинама Дом од 10.11.1904. г. у чланку Тко је створио Хрвате?, о етногенези Шокаца написао: 
Да сте ви још пред 20 година дошли тамо даље у Хрватску, нпр. у Винковце, па да сте рекли да сте Хрват и да су они људи тамо Хрвати, ви бисте срећни били, кад би вам се сав свиет смијао, јер бисте лако добили и батина... и то су били „раци” и „шокци” а Хрватима каковим ни трага. А тко је то учинио, да су данас и господа по Славонији већином Хрвати, те има и сељака који поносно кажу да су Хрвати, хрватски сељаци? Тко је то учинио? Тко је те Хрвате тако рекући створио? То је учинила странка права? Наука Анте Старчевића - она је од несвјесне масе створила Хрвате!

## Између два светска рата
Након завршетка Првог светског друштвени живот бачких Шокаца поново је оживео. У организоватости и активностима предњачили су Бачки Моноштор и Бачки Брег.

## Галерија
- Шокачка народна ношња Пожешке котлине и славонског дела Подравине снимљена у Етнографском музеју у Загребу
- Шокачка ношња (јаспричанка), Аљмаш (околина Осијека) или Сонта (Бачка), почетак 20. века. Делови: скуте, оплећак, кецеља, марама - шамија. Музеј Војводине - инвентарски број 942-946